# Ramulispora rottboelliae
Ramulispora rottboelliae är en svampart som först beskrevs av Govindu & Thirum., och fick sitt nu gällande namn av U. Braun 1995. Ramulispora rottboelliae ingår i släktet Ramulispora och familjen Mycosphaerellaceae.   Inga underarter finns listade i Catalogue of Life.